# Pont Maria-Casarès
Le pont Maria-Casarès est un pont franchissant le canal Saint-Martin, dans le 10e arrondissement de Paris.

## Situation et accès

Vue du pont depuis le bassin des Récollets.

Le pont franchit le bassin des Récollets du canal Saint-Martin, en aval des écluses des Morts et du square Eugène-Varlin. Il relie le quai de Valmy au niveau de la rue Eugène-Varlin en rive droite au quai de Jemmapes à hauteur de la rue des Écluses-Saint-Martin.
Ce site est desservi par les stations de métro Château-Landon et Colonel Fabien.

## Origine du nom

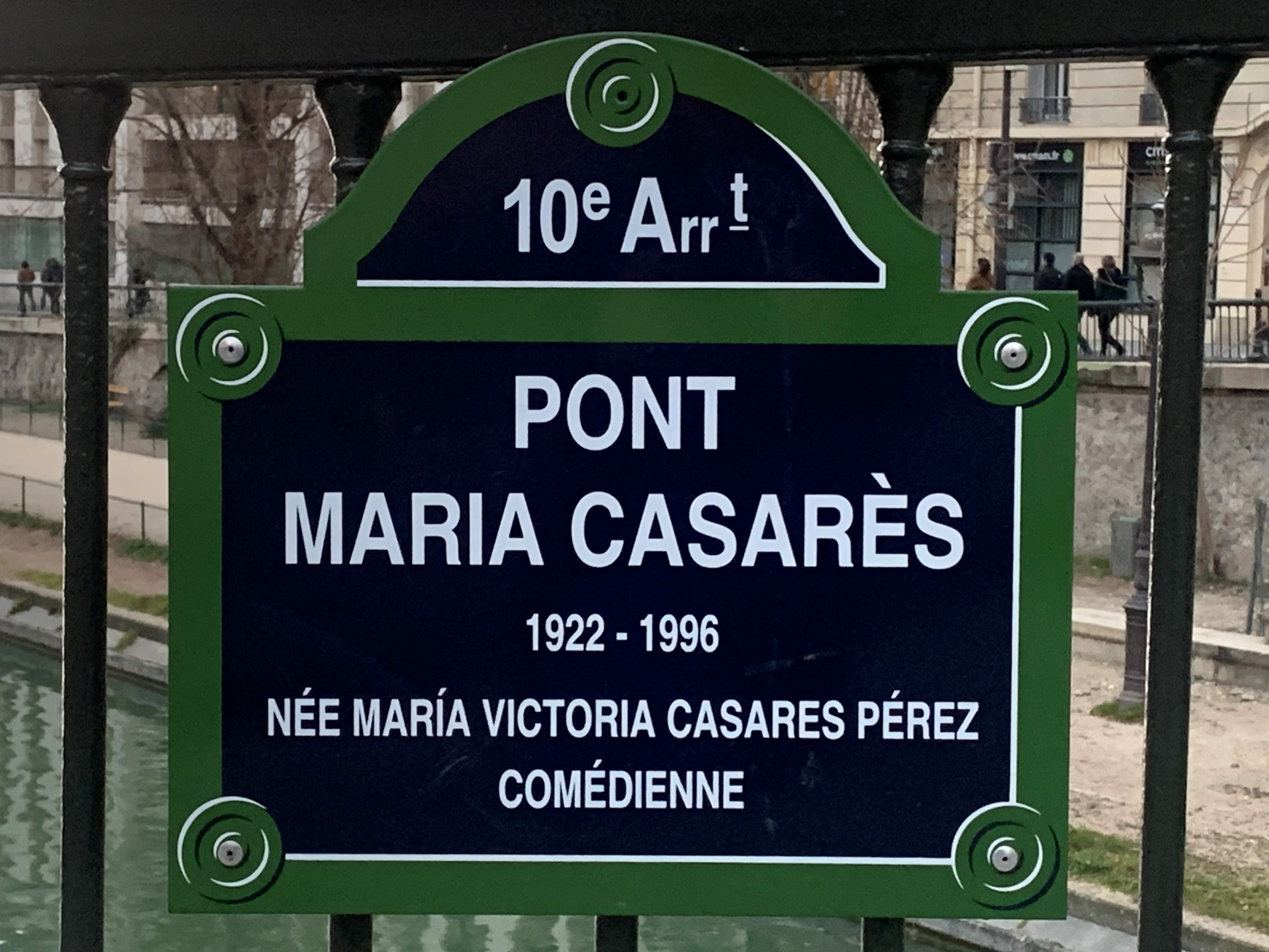
Plaque du pont.

L'ouvrage porte le nom de Maria Casarès (1922-1996), actrice française d'origine espagnole. Le choix de ce site a notamment été guidé par la proximité de la rue Albert-Camus (qui fut le compagnon de la comédienne).

## Description
La circulation générale s'effectue de l'ouest vers l'est. Le pont Maria-Casarès est pourvu d'une bande cyclable dans le sens de la circulation, tracée dans le cadre du développement des aménagements cyclables amorcé en 1996 par la mairie de Paris et, depuis mars-avril 2009, d'une piste cyclable à contre-sens.

## Historique
Anciennement « pont Eugène-Varlin », du nom de la rue qui y conduit, il porte son nom actuel depuis 2022. L'inauguration s'est tenue le 21 novembre 2022, à l'occasion du centenaire de la naissance de Maria Casarès.